# Вілла-Боргезе
Вілла Боргезе  (італ. Villa Borghese) — великий ландшафтний парк у природній англійській манері в Римі, має кілька будинків, музеїв: Галерея Боргезе, що володіє багатим зібранням творів мистецтва, серед яких чимало справжніх шедеврів; Національний музей етруського мистецтва та Національна галерея сучасного мистецтва, яка охоплює майже всі основні художні течії починаючи з XIX ст. В парку також розташовані атракціони. Це третій за величиною громадський парк в Римі (80 га) після парку Вілла-Доріа-Памфілі і Вілла-Ада.

## Історія

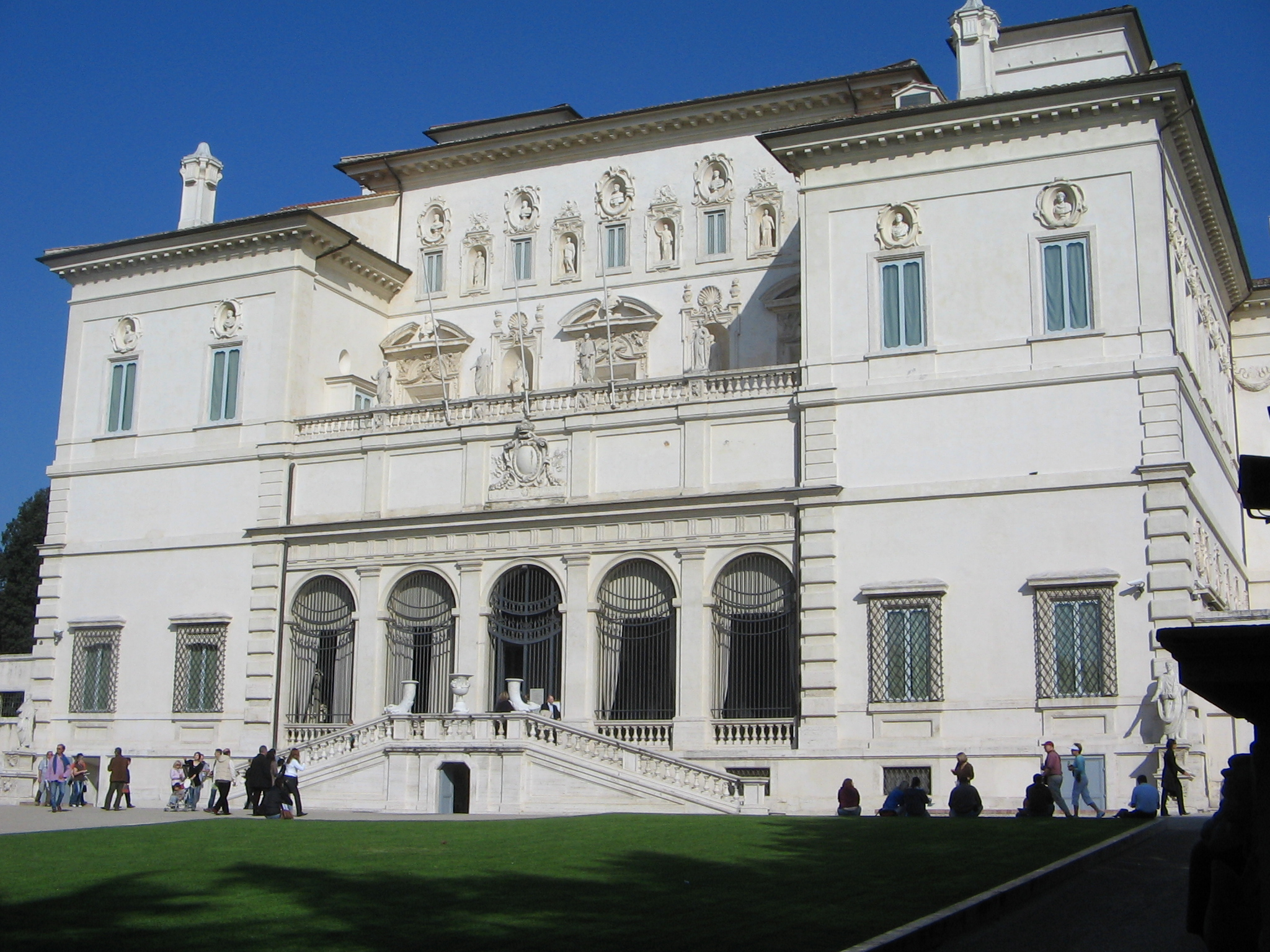
Галерея Боргзе

Колись землі в цьому районі належали родині Боргезе, і у XVII ст. Кардинал Шіпіоне Боргезе, племінник папи Павла V і покровитель Берніні, створив на місці колишніх виноградників парк. У XIX ст. більша частина парку була оформлена в англійському стилі. На початку нашого століття (1903) його придбала держава і передала у дар місту. У Віллу Боргезе ведуть Іспанські сходи, другий вхід знаходиться з боку П'яцца-дель-Пополо. Тут зберігається більша частина Колекції Боргезе, доступної для огляду в Галереї Боргезе.

## Картини і скульптури у Галереї Боргезе

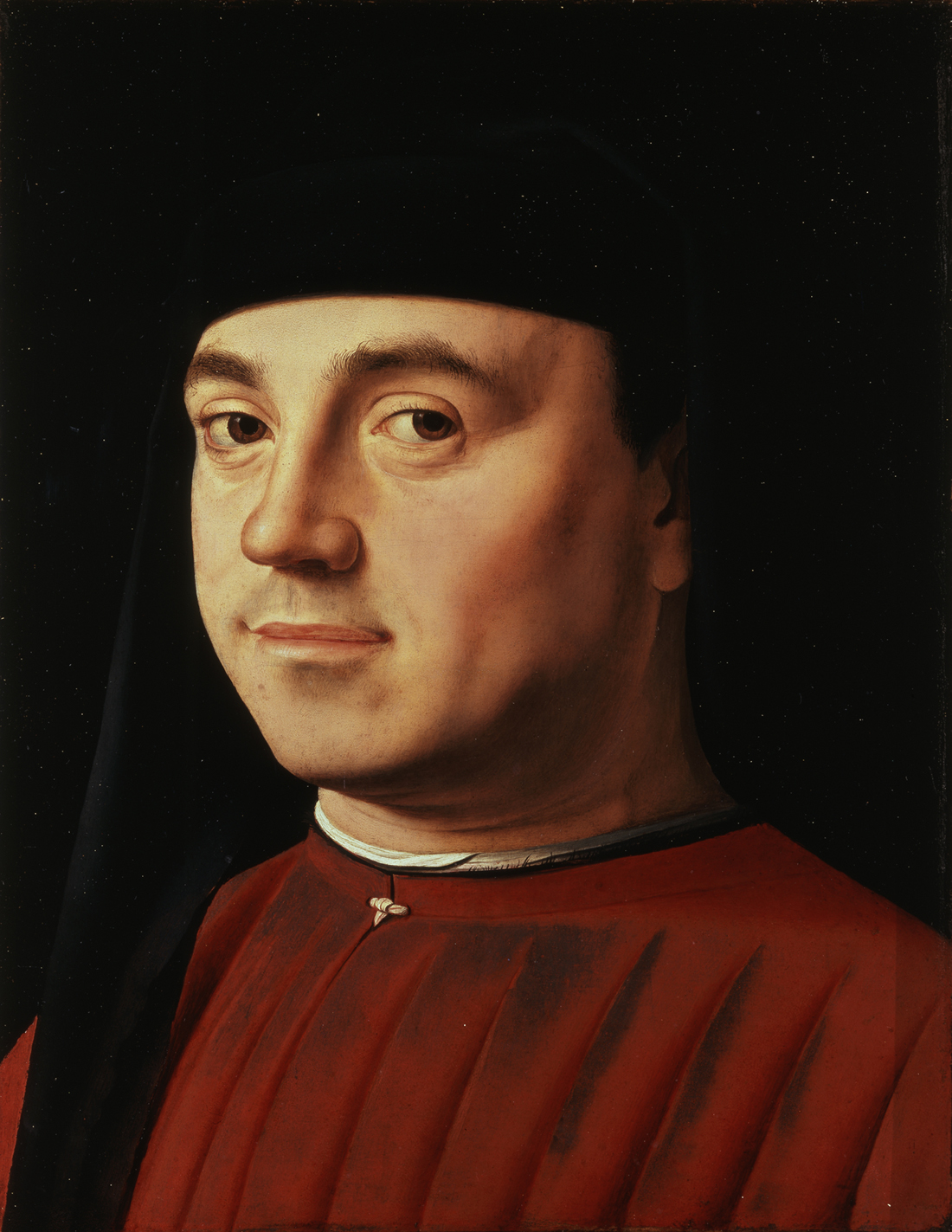
Антонелло да Мессіна: Портрет чоловіка
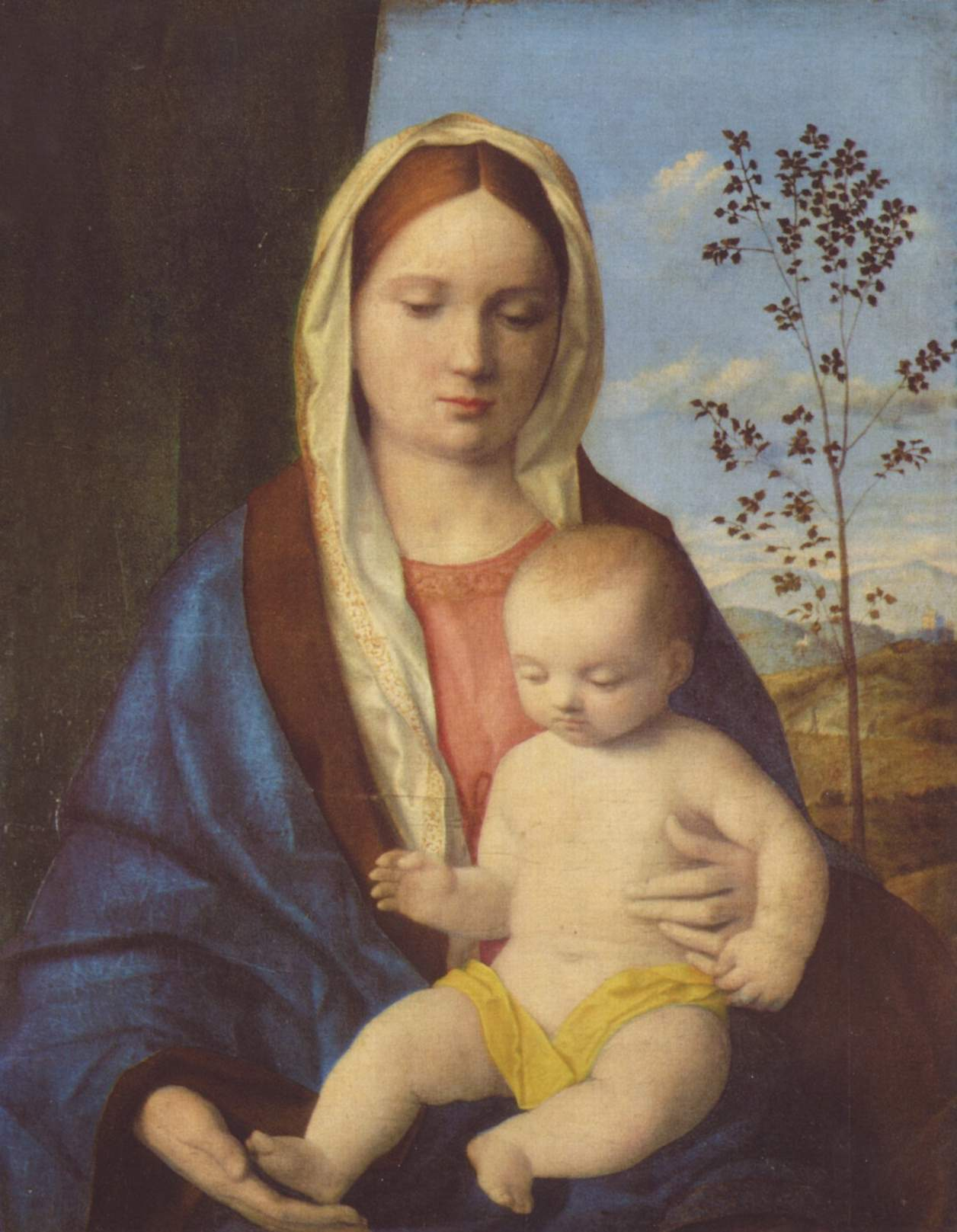
Джованні Белліні: Мадонна
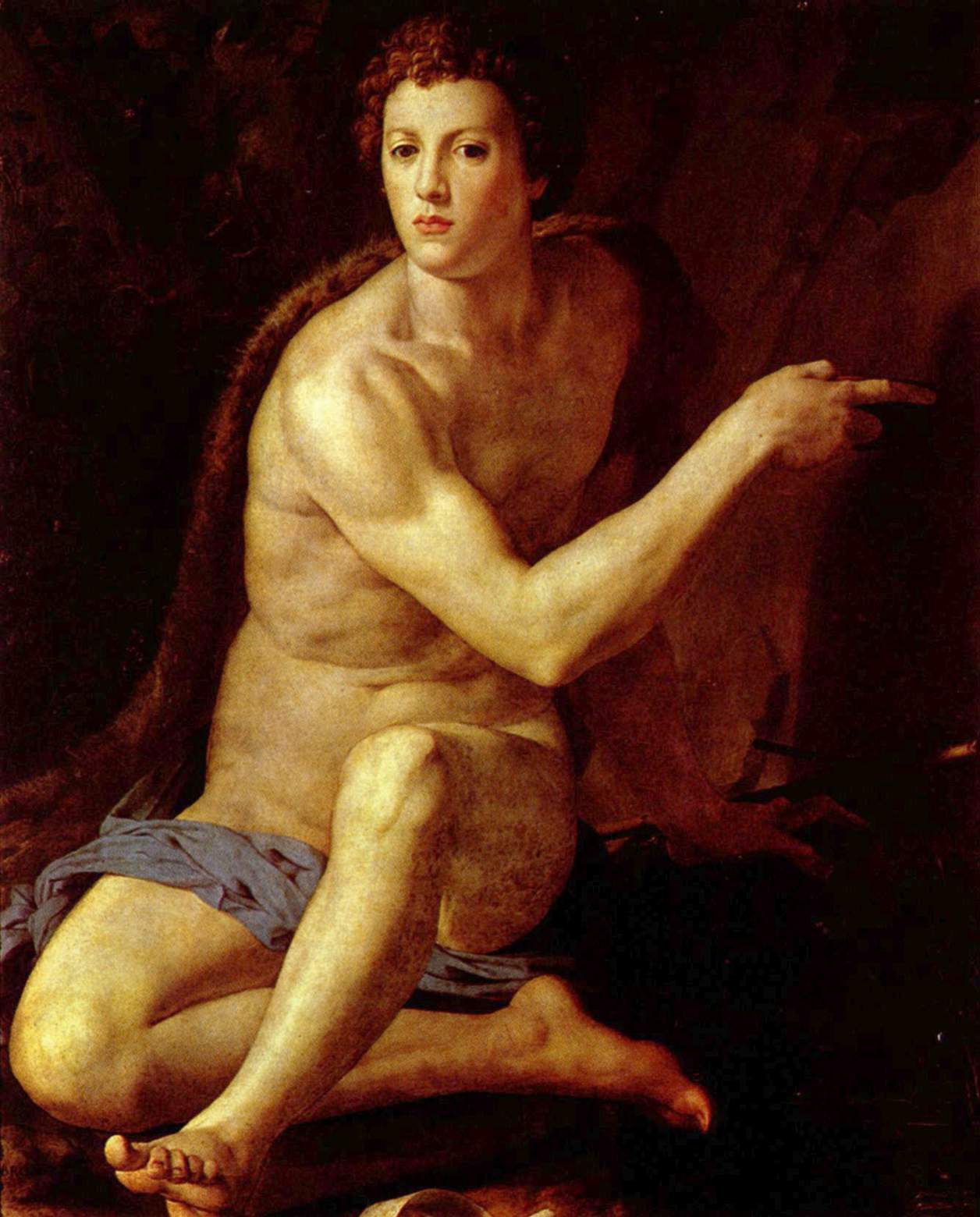
Анджело Бронціно: Святий Іван Хреститель
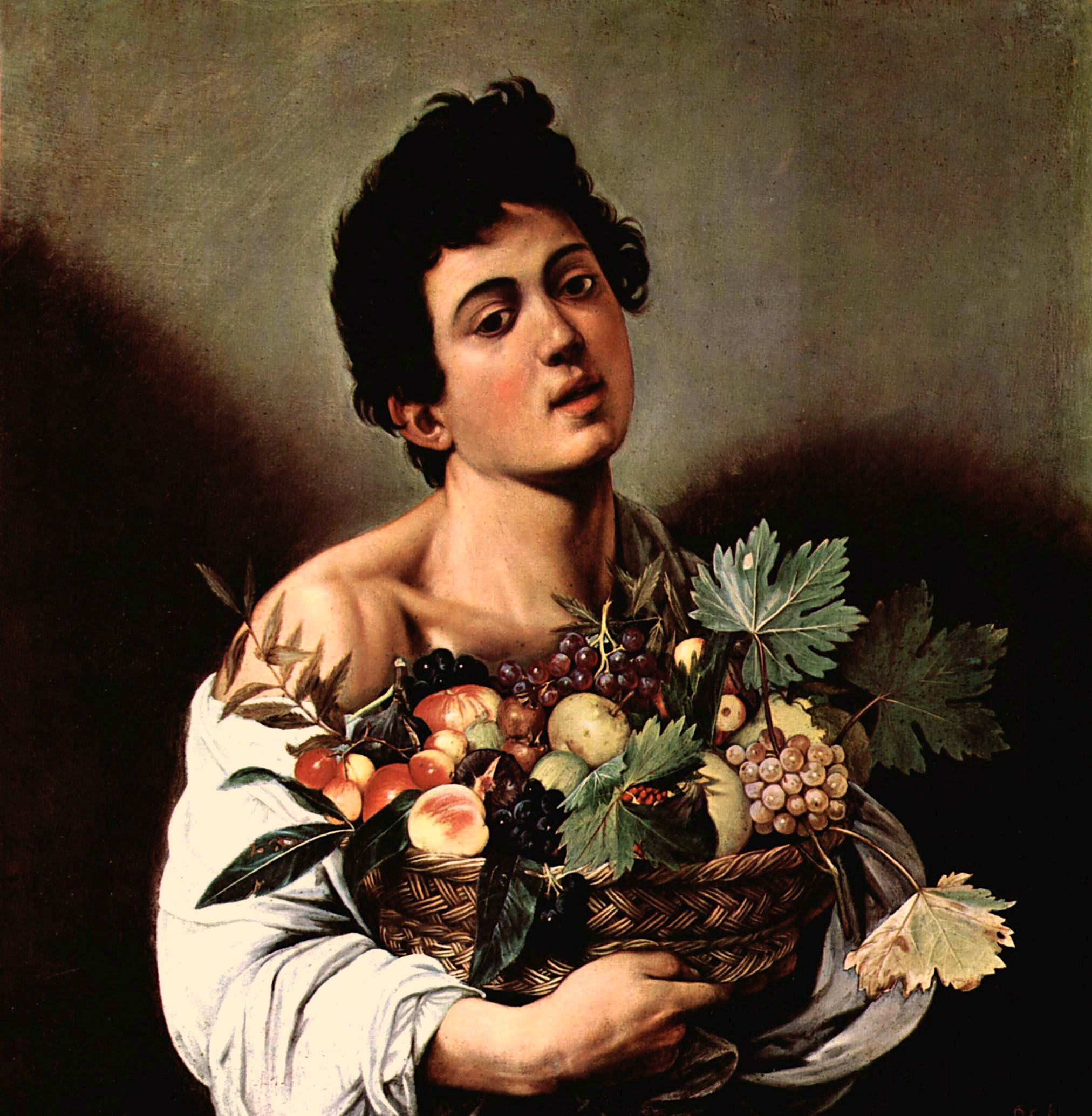
Караваджо: Хлопець з фруктами, 1593/94
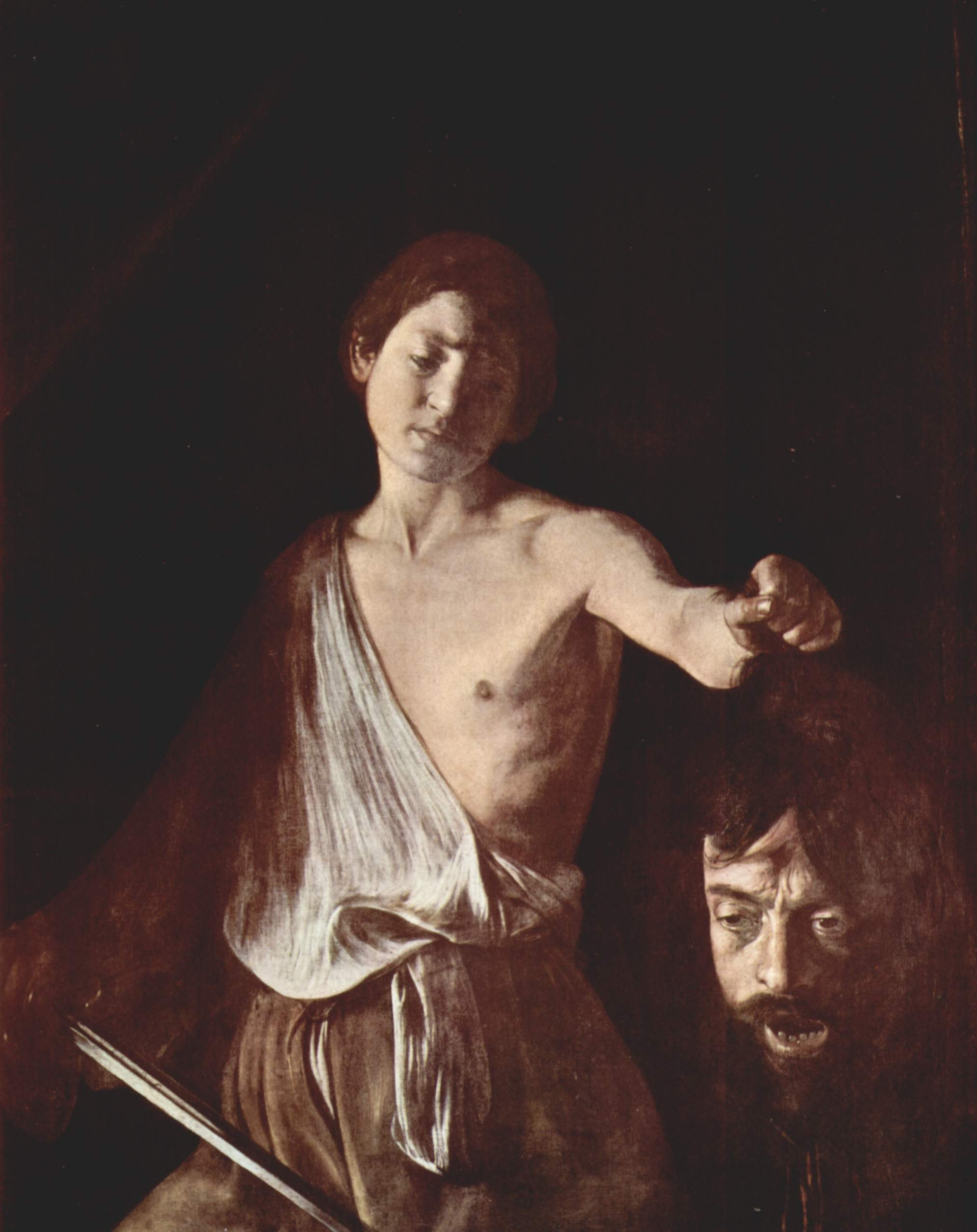
Караваджо: Давид з головою Голіафа, 1605/06
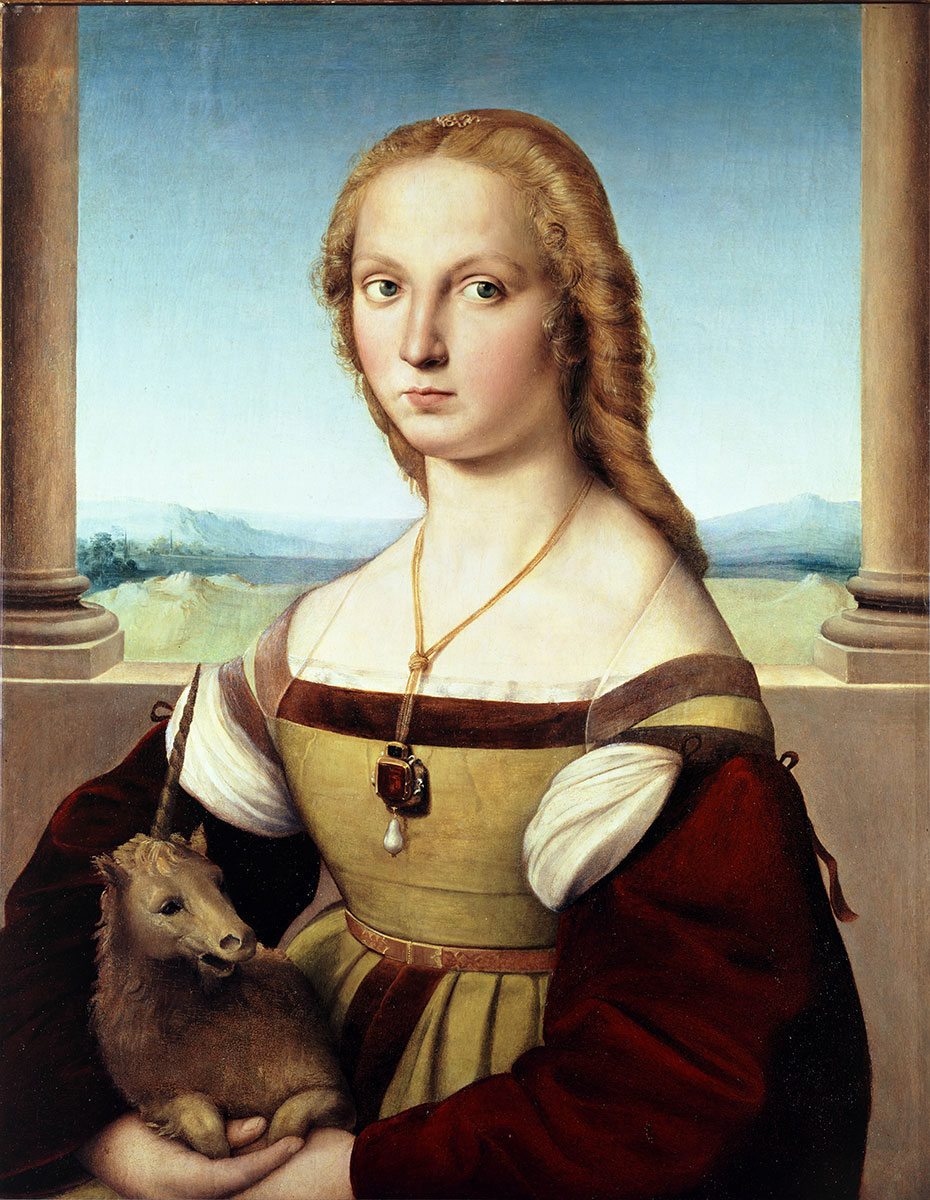
Рафаель Санті: Молода жінка з єдинорогом
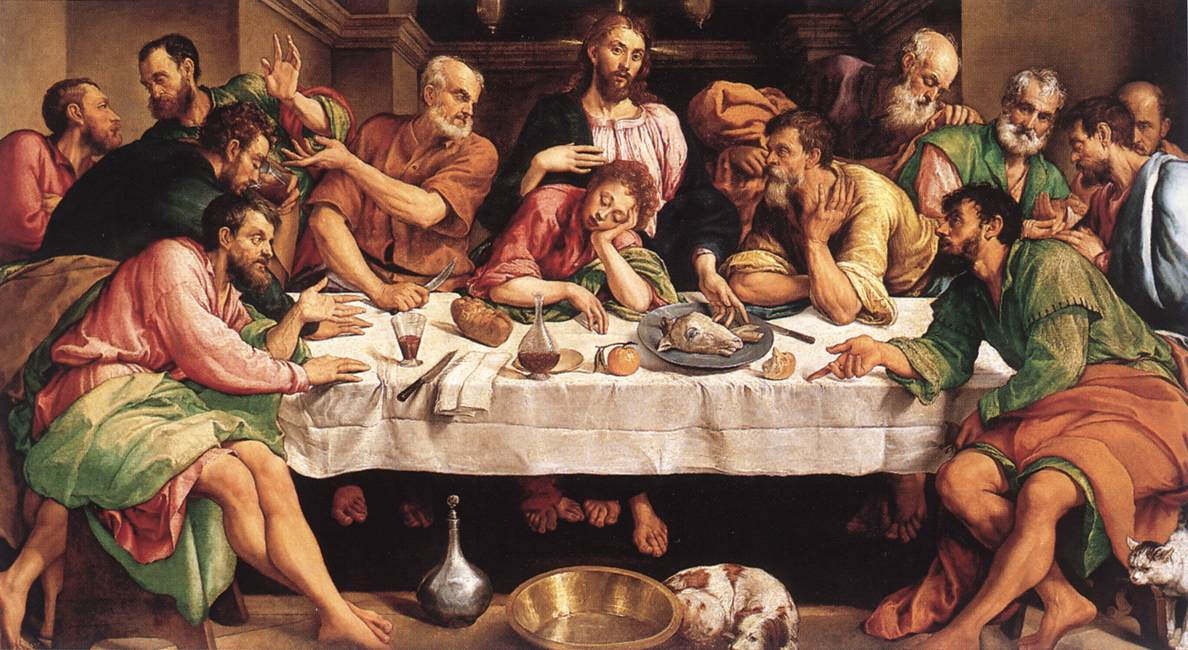
Джакопо Бассано: Вечеря

## Галерея

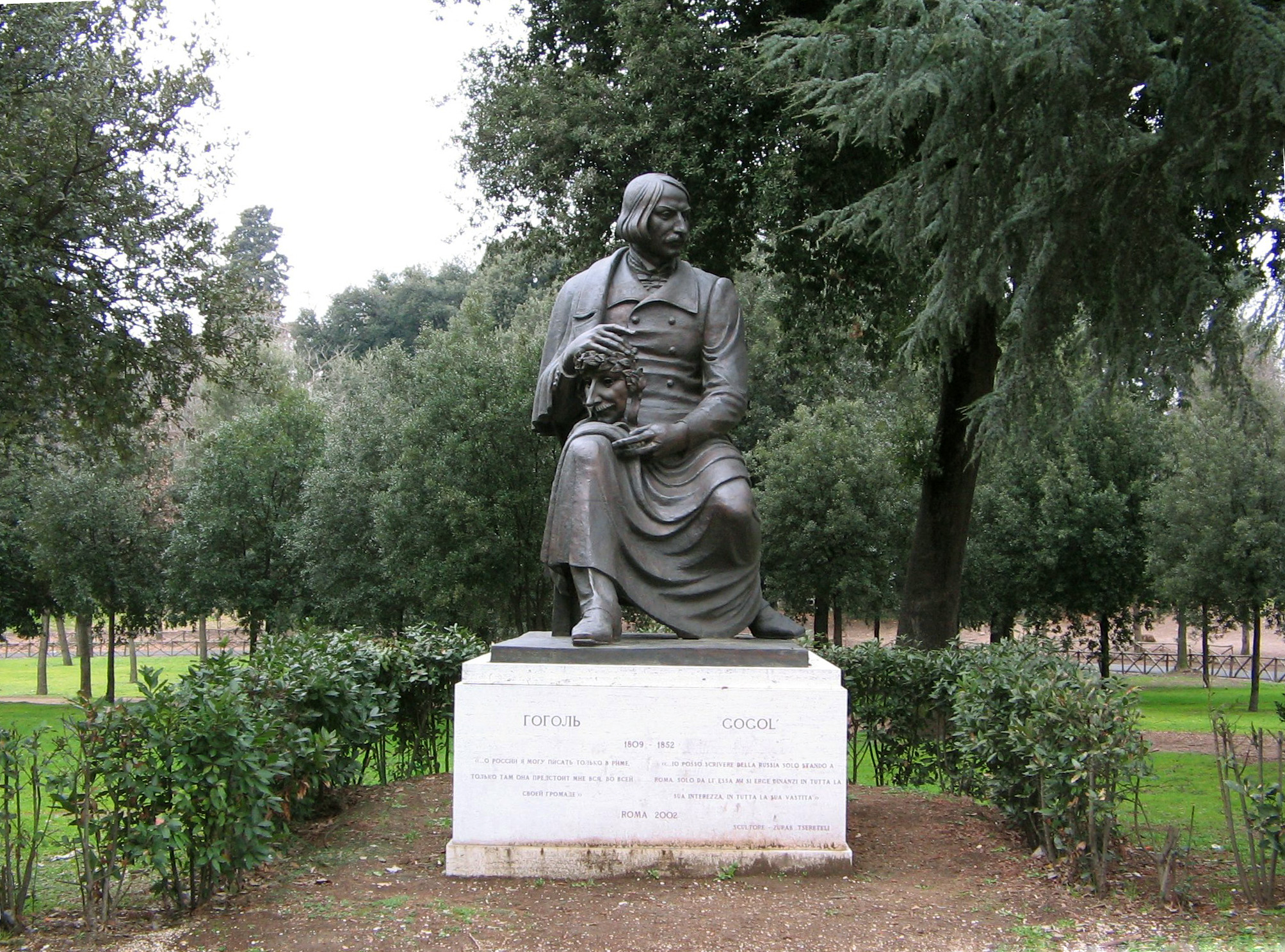
Пам'ятник Гоголю з написом: рос. о России я могу писать только в Риме...
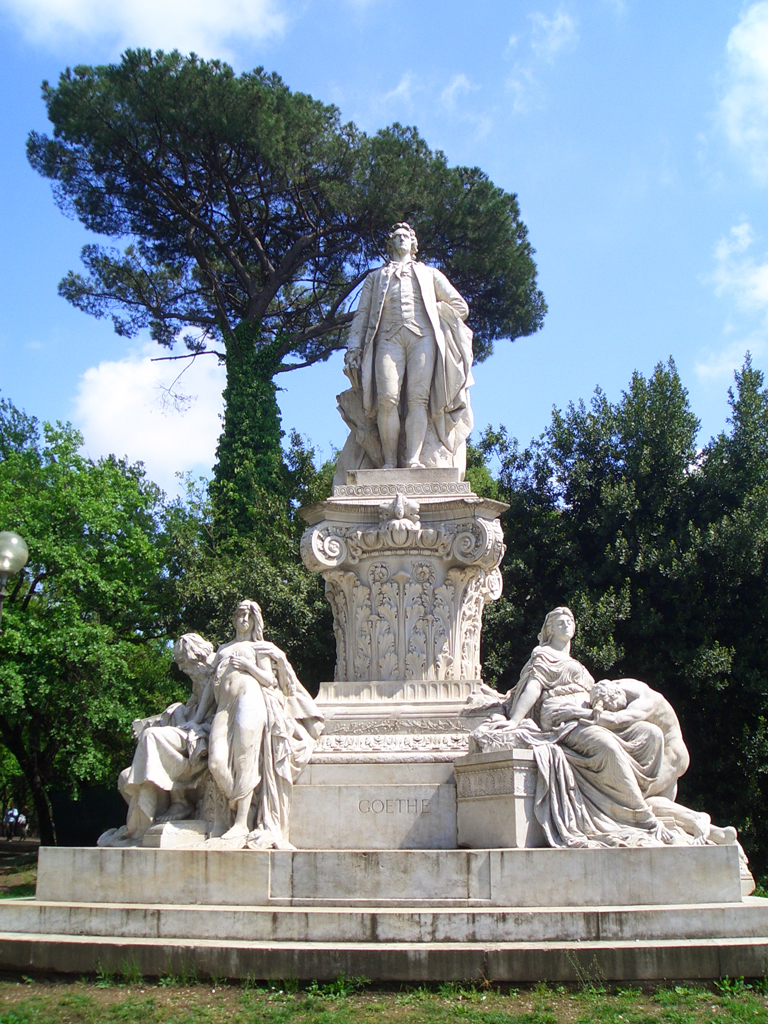
Пам'ятник Гете
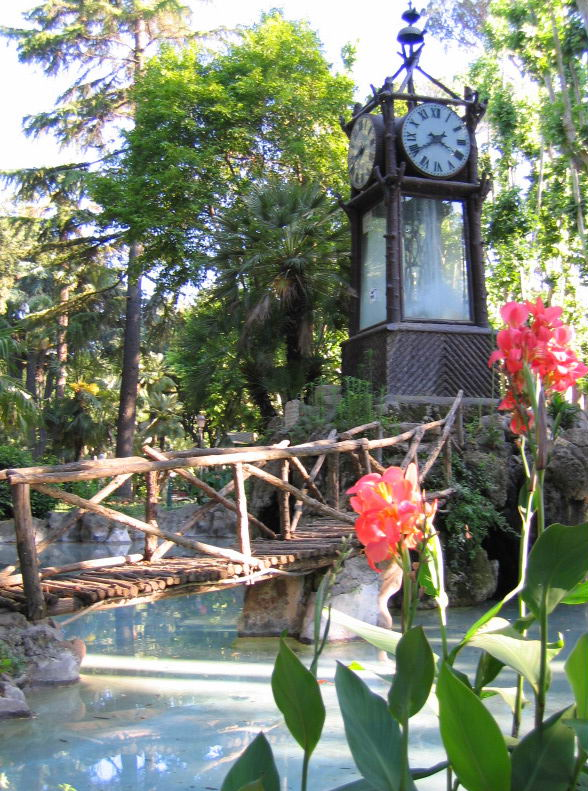
Водяний годинник
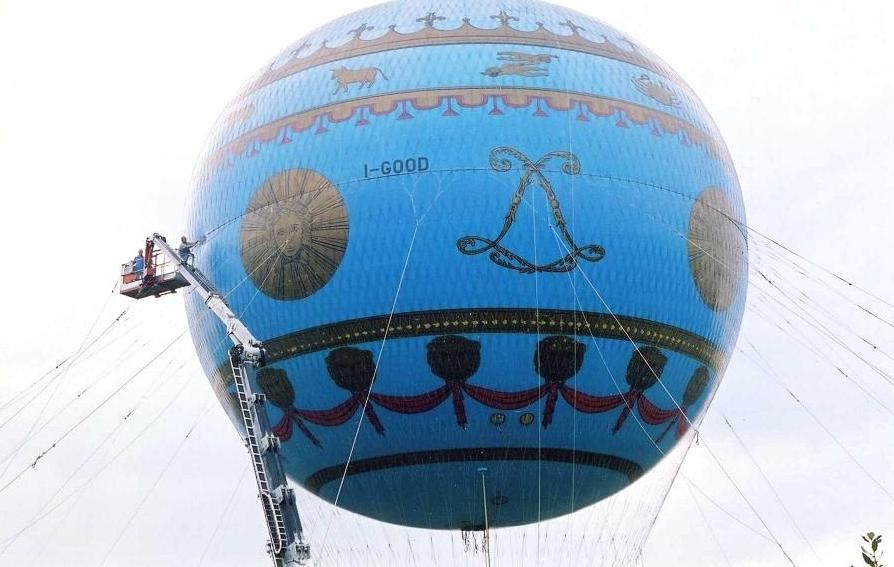
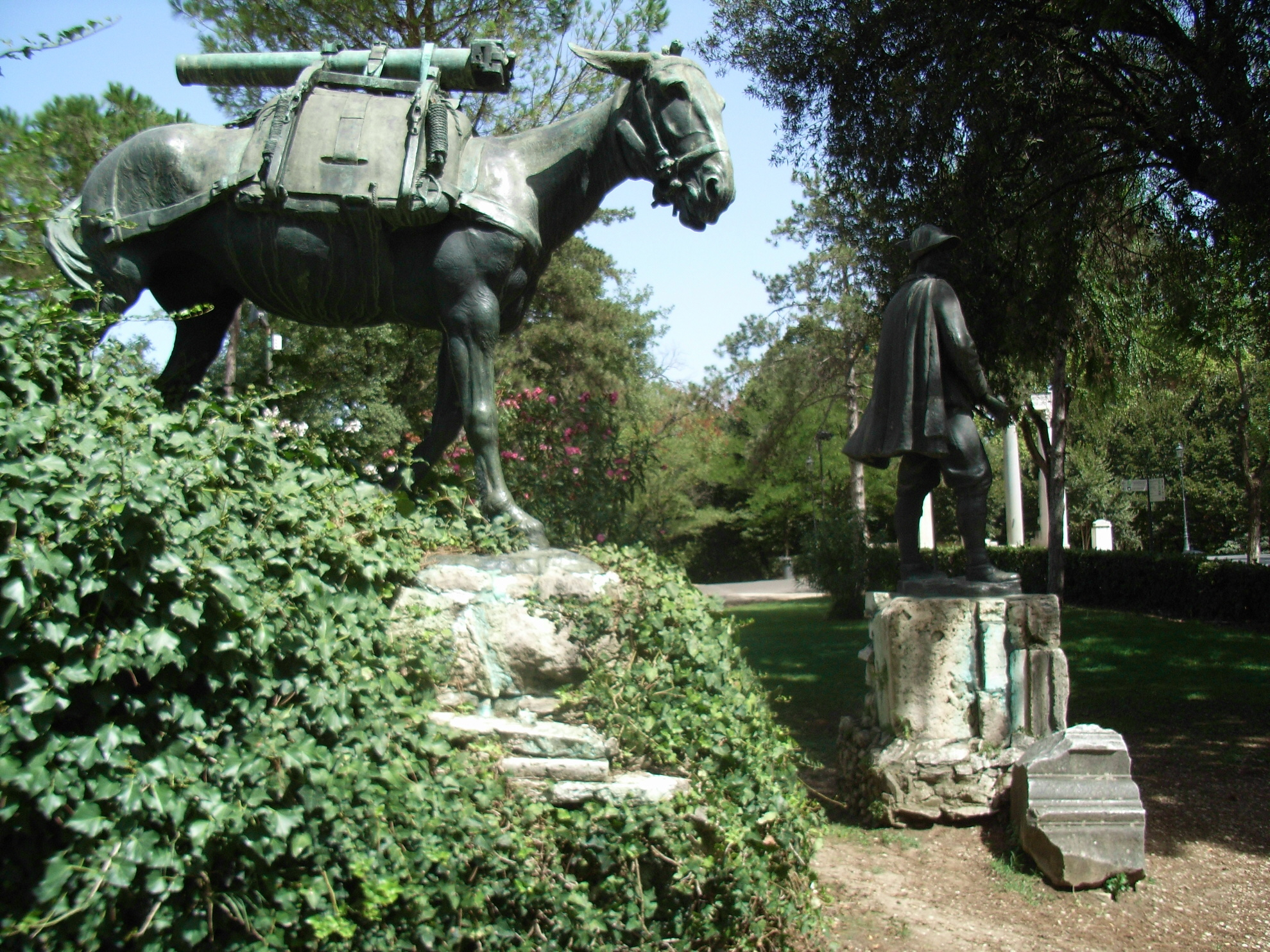
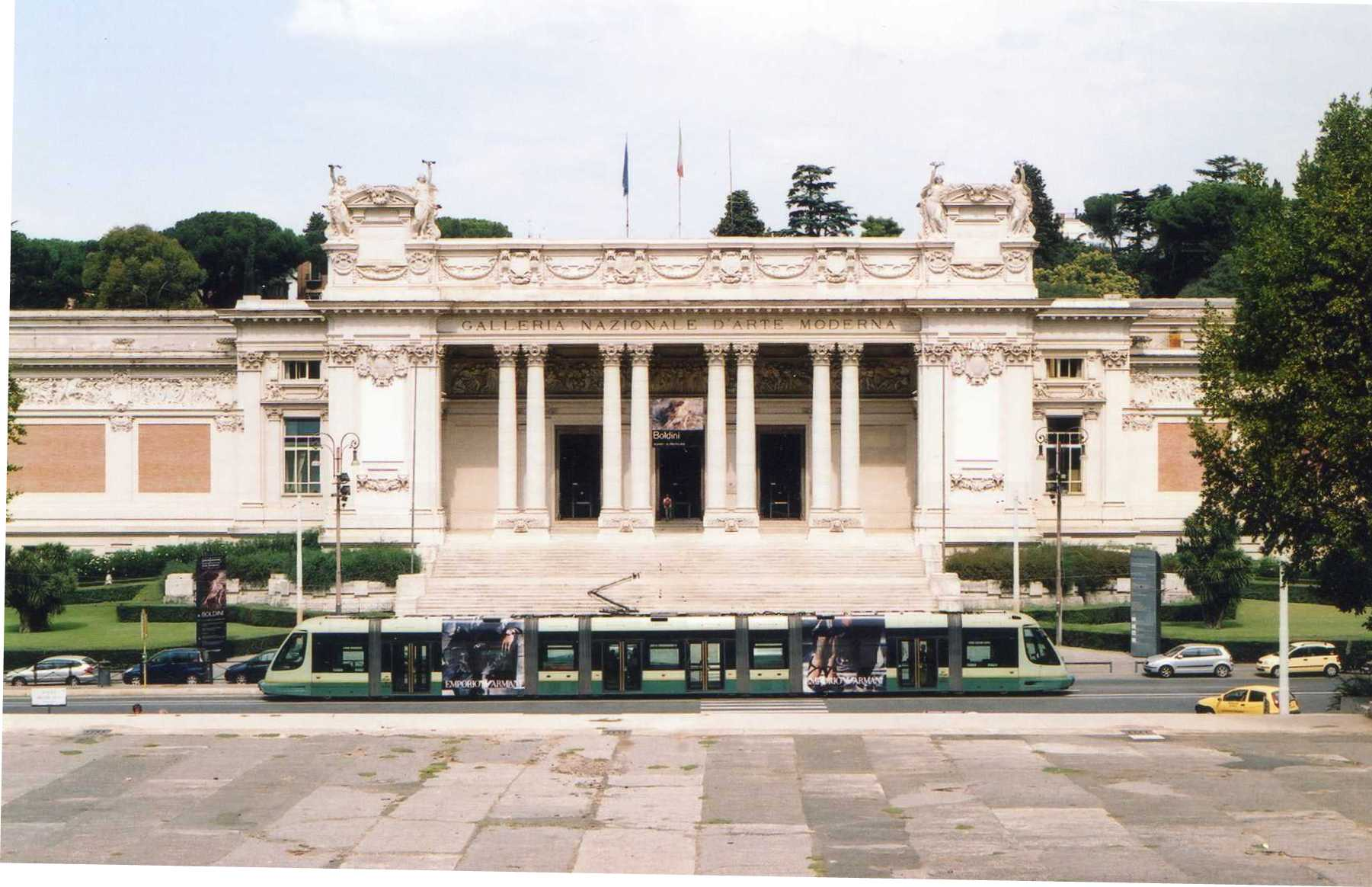
Galleria Nazionale d'Arte Moderna (Національна галерея сучасного мистецтва)
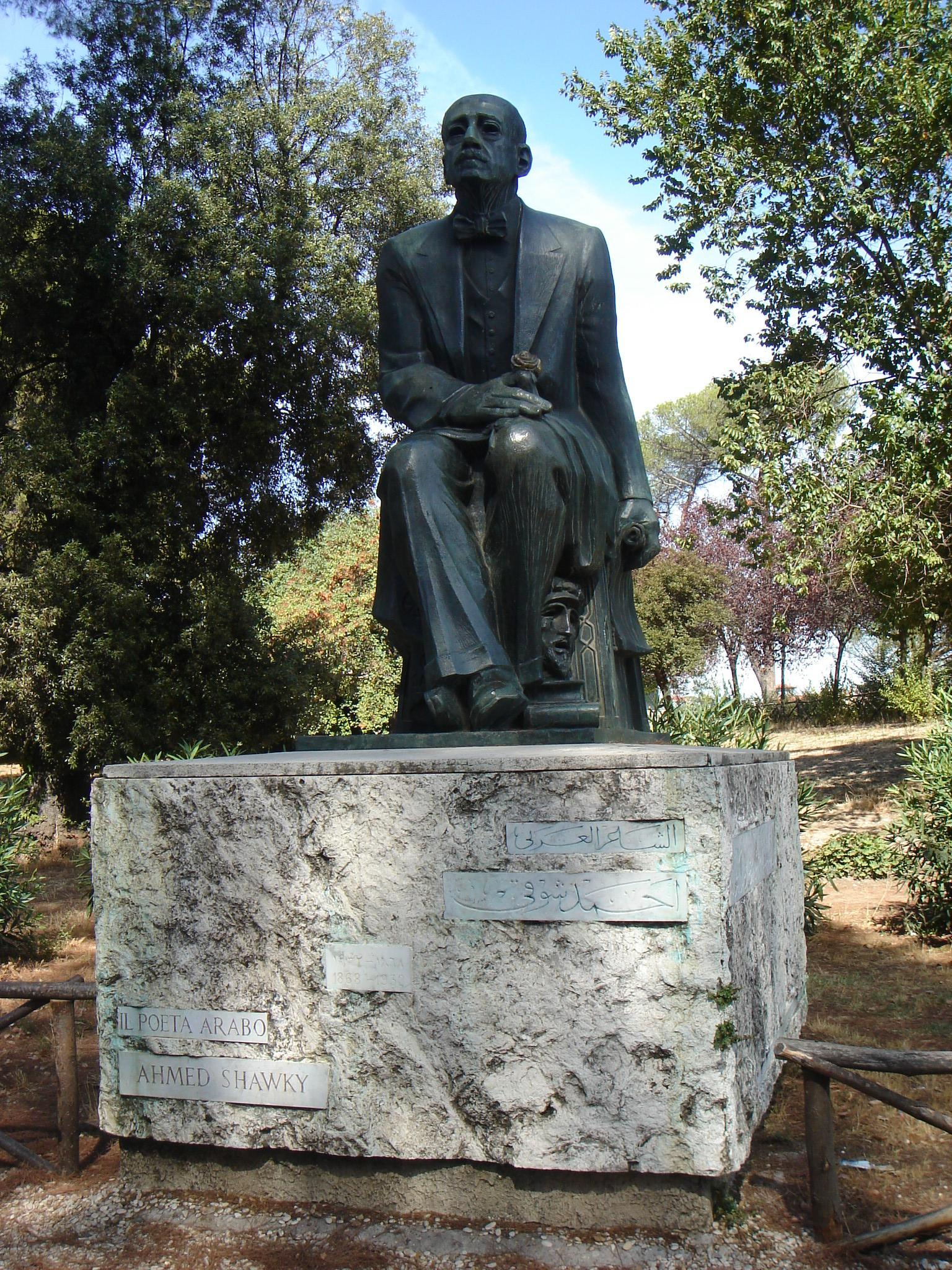
Пам'ятник Ахмеду Шаукі
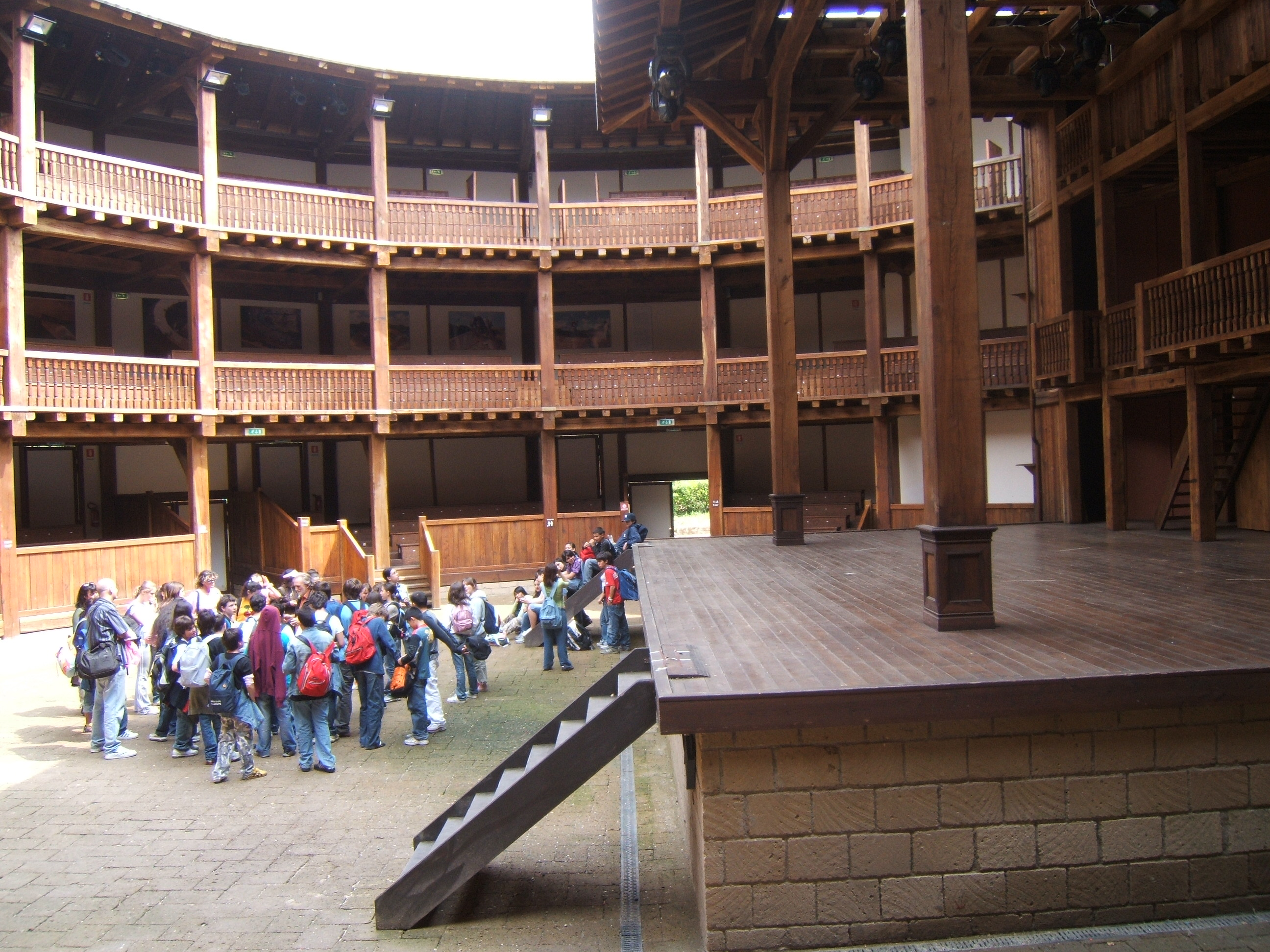
The Silvano Toti Globe Theatre
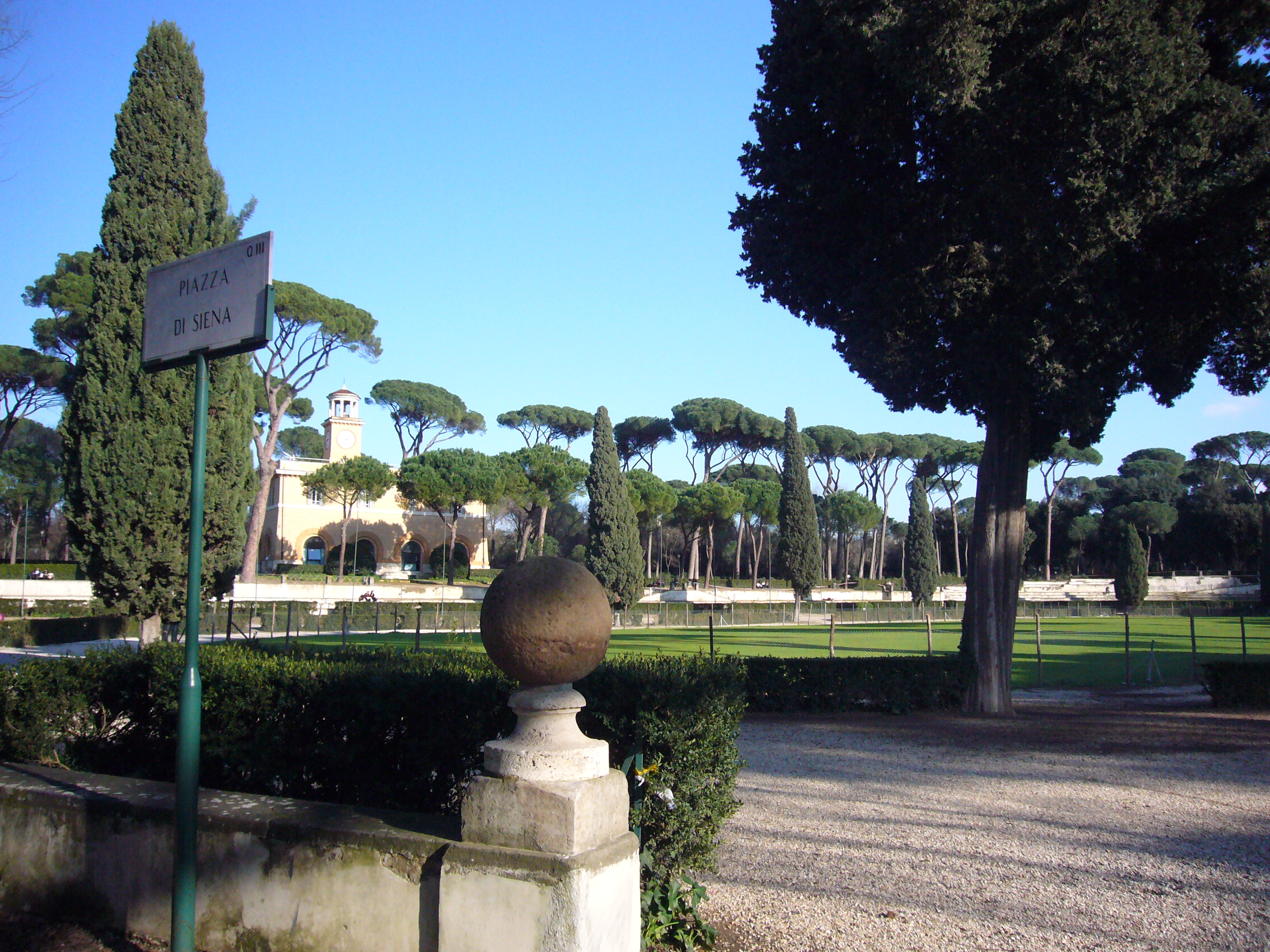
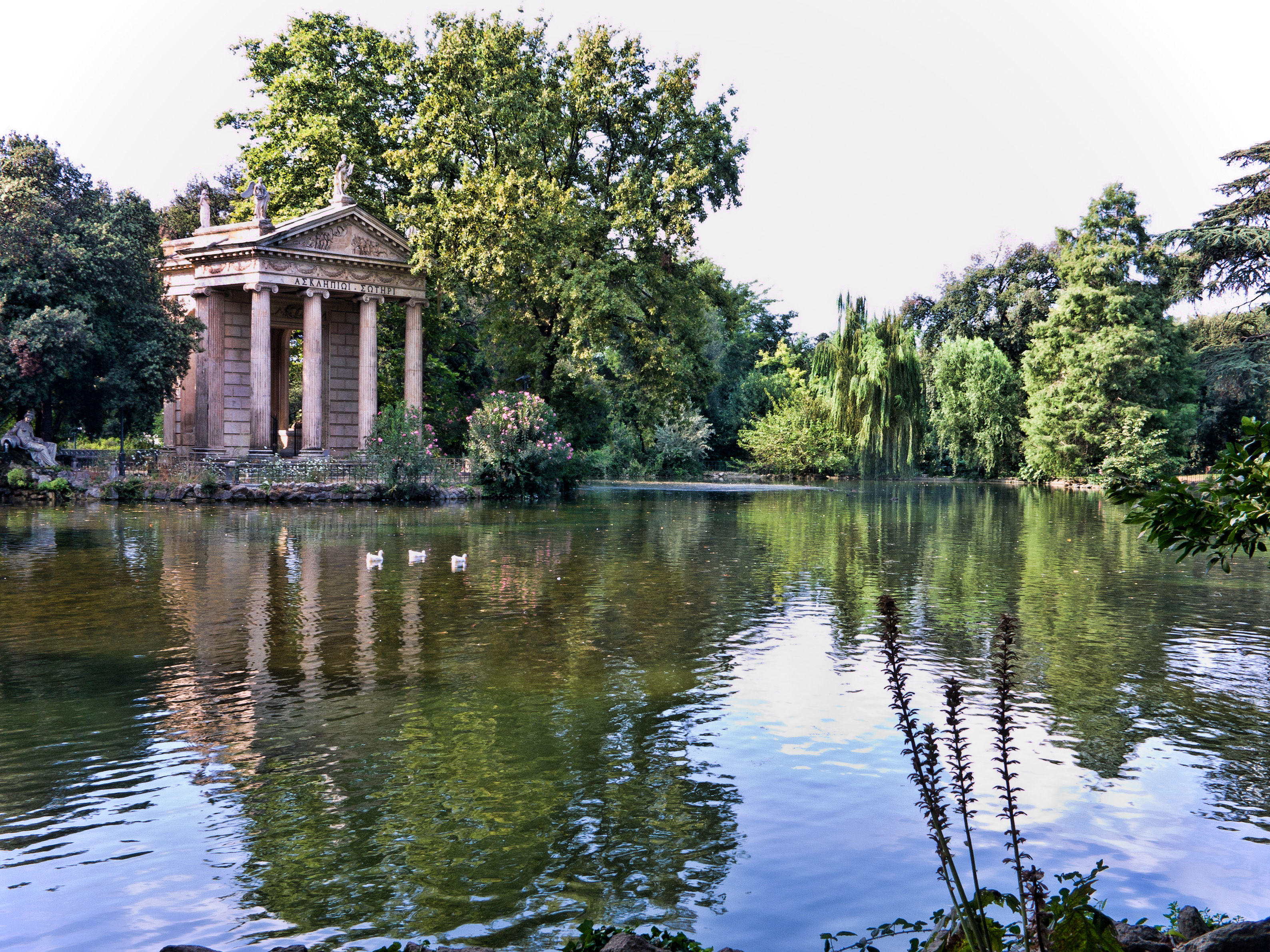
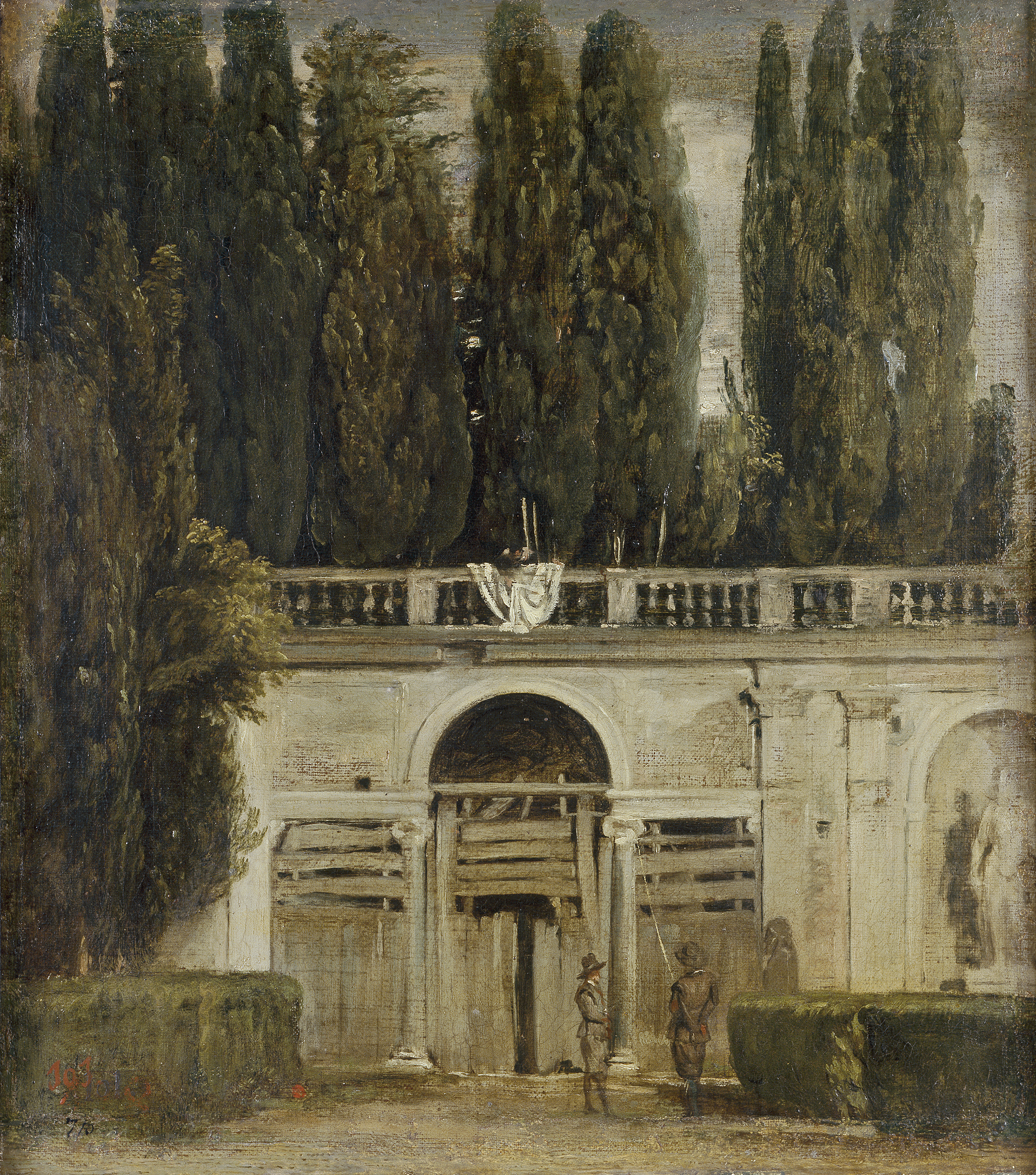
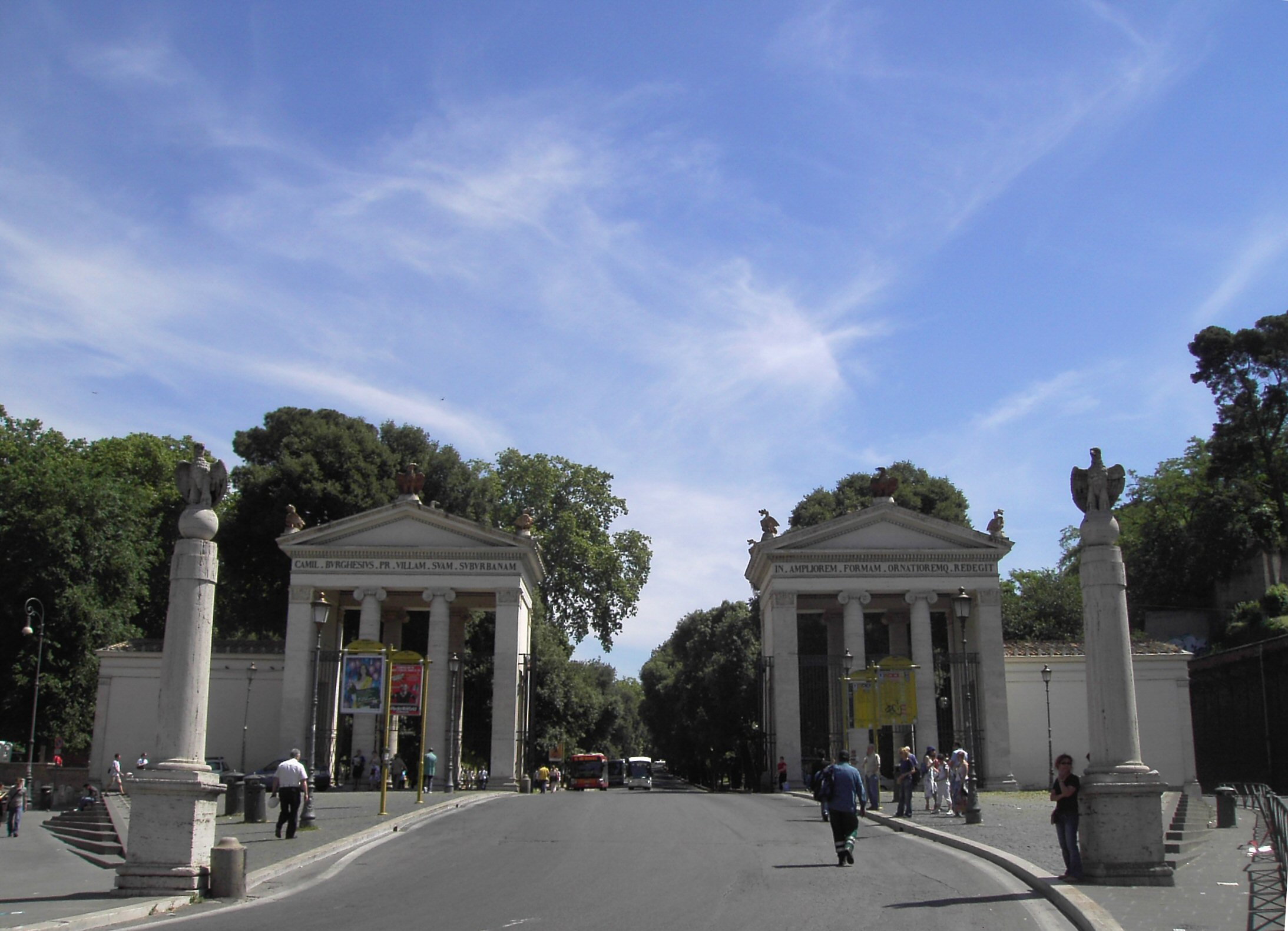
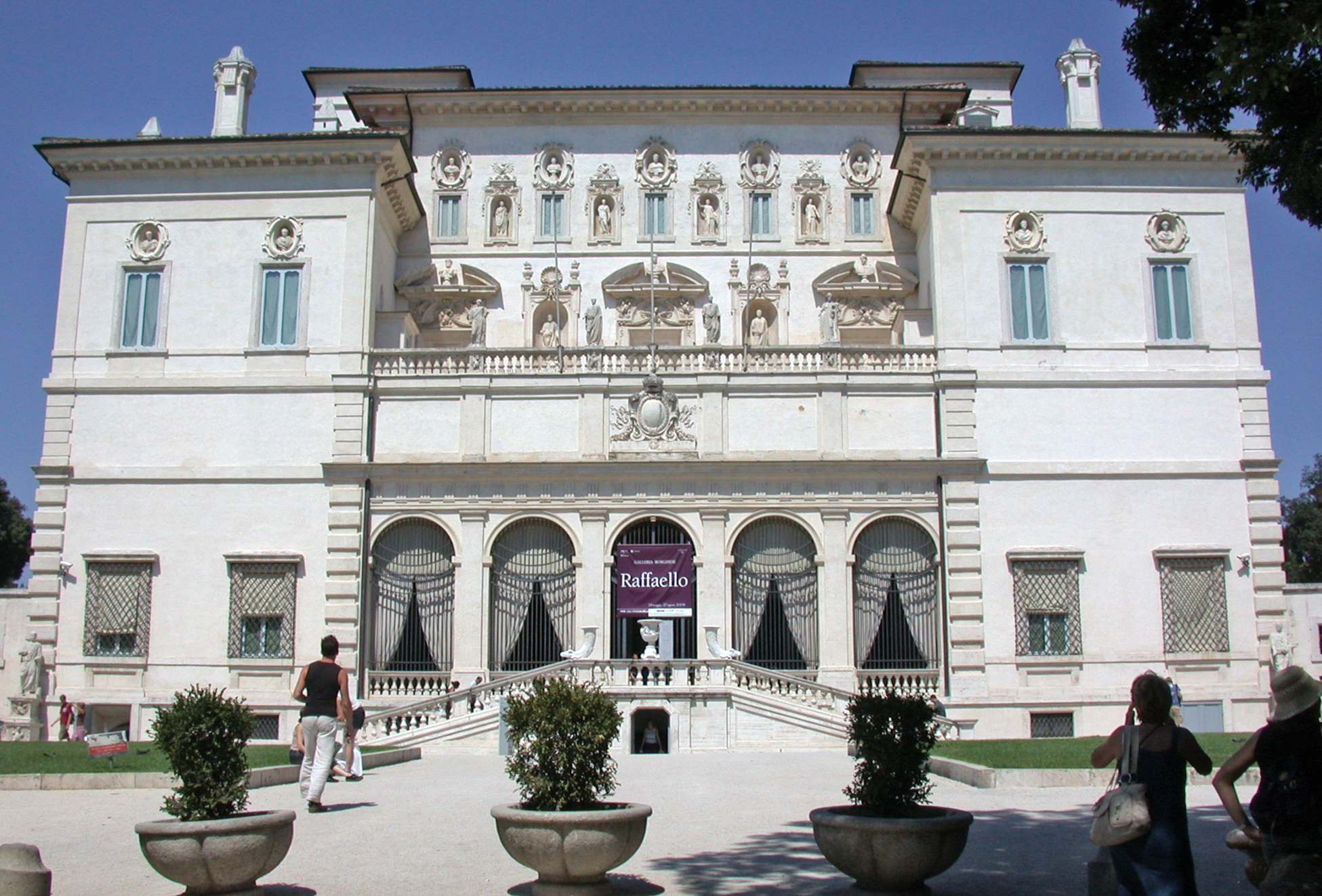
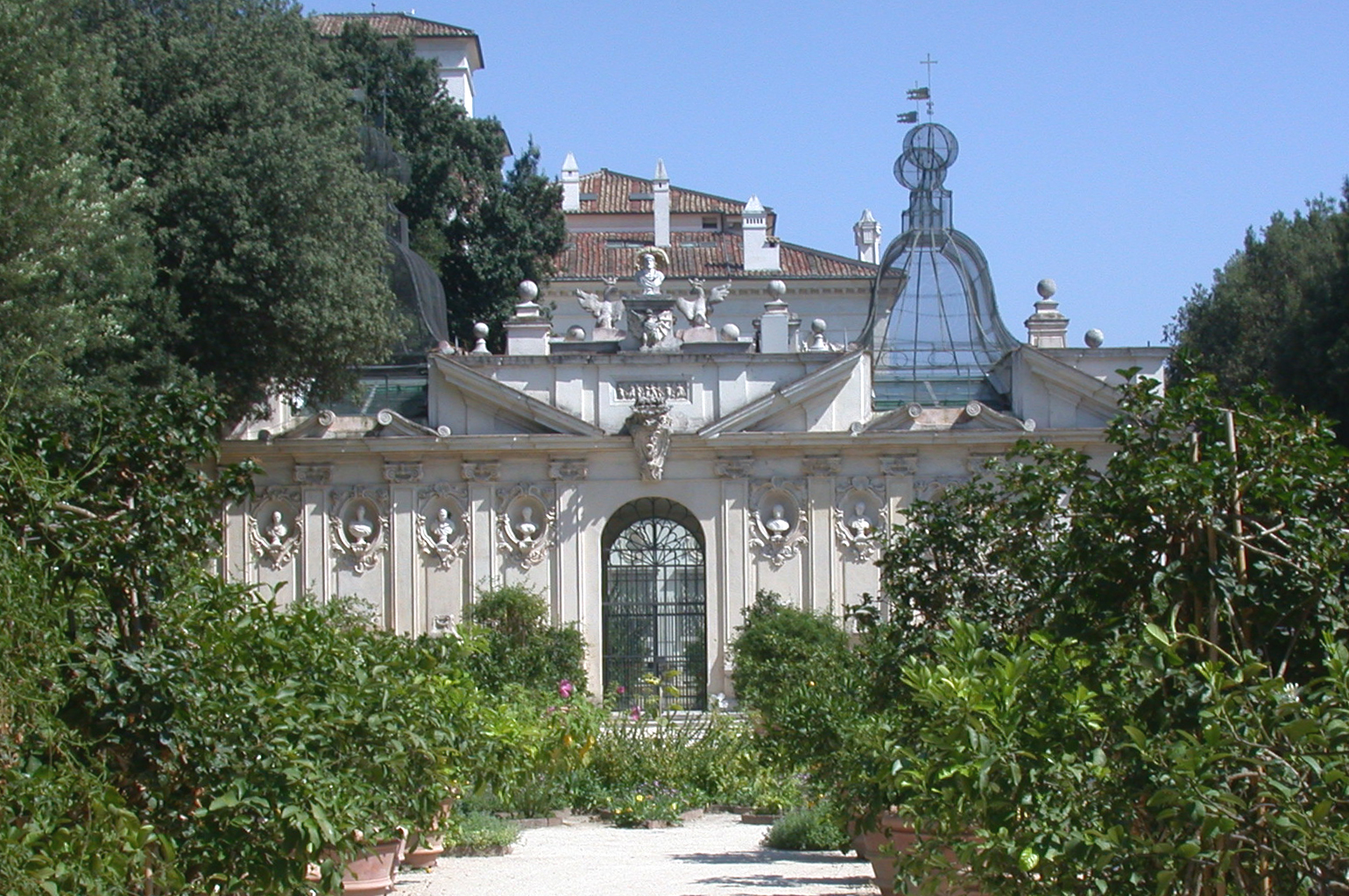
Вівтар Мінерви
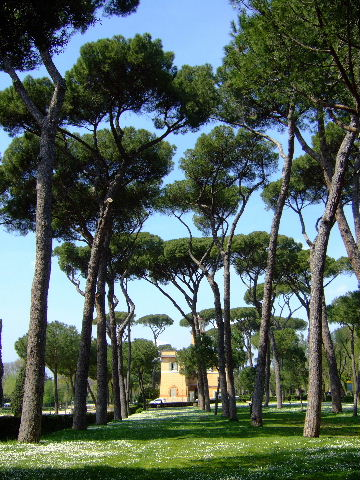
Парк
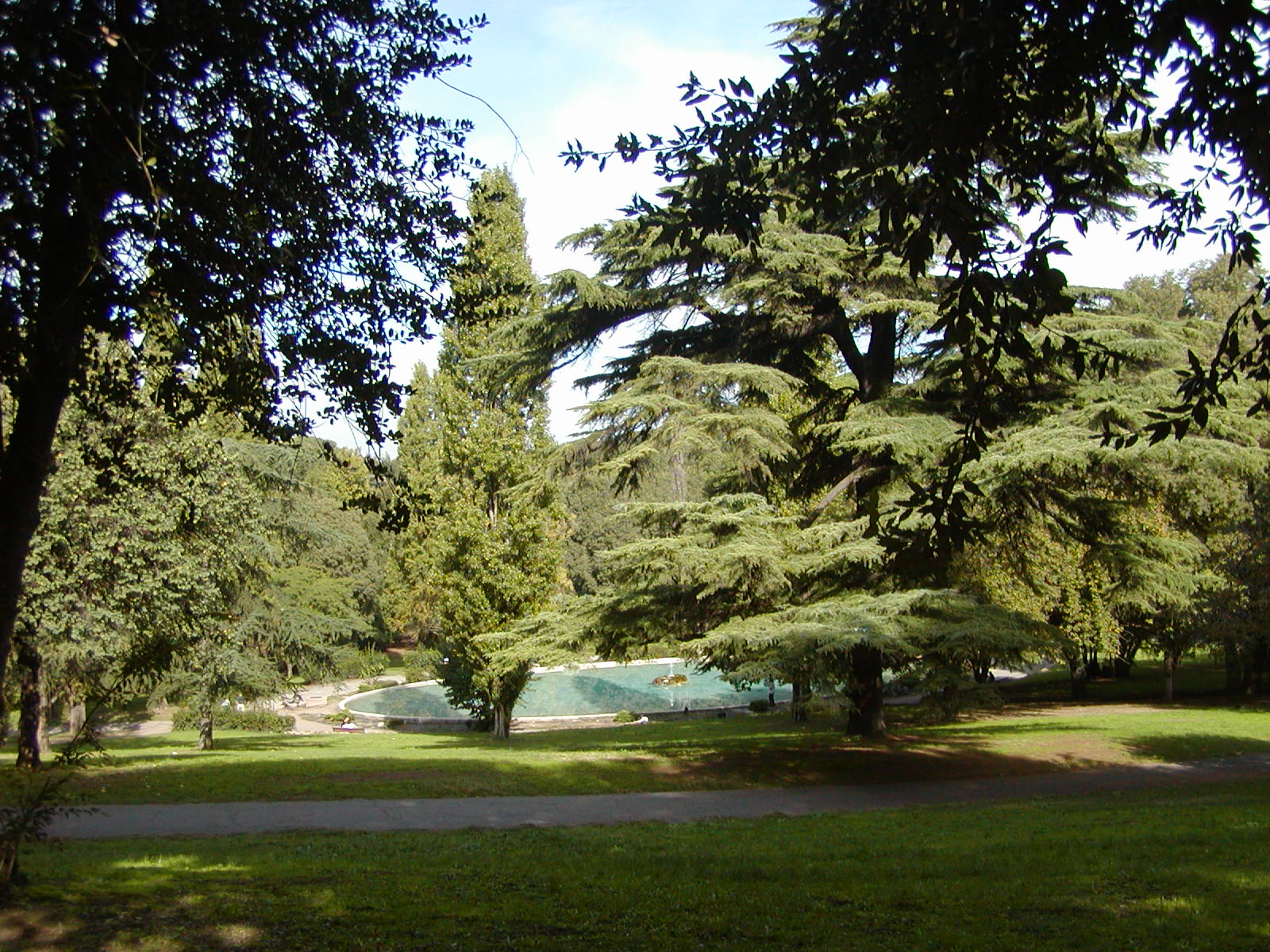
Парк